# Dodie
Dodie, pseudonimo di Dorothy Miranda Clark (Epping, 11 aprile 1995), è una cantautrice e youtuber britannica.

## Biografia
Dodie Clark ha creato il suo canale YouTube a febbraio 2011; il primo video caricato è stato un videoclip della canzone Rain. A novembre 2016 ha pubblicato in modo indipendente il suo primo EP Intertwined, che ha raggiunto la 35ª posizione della Official Albums Chart, la 33ª della Irish Albums Chart e la 153ª nella Billboard 200. È stato seguito da altri due EP, You e Human, nel 2017 e nel 2019, entrambi entrati in diverse classifiche: il primo si è piazzato alla numero 6 nel Regno Unito, alla 17 in Australia, alla 34 in Canada, alla 5 in Irlanda e alla 55 negli Stati Uniti, mentre il secondo è arrivato alla numero 5, 50, 60, 13 e 82 nelle medesime classifiche, segnando il suo miglior piazzamento in madrepatria. Tra il 2015 e il 2016 è partita in tour con Tessa Violet, Jon Cozart e Rusty Clanton. A partire dal 2017 ha invece tenuto tour europei e statunitensi come solista.

## Discografia

### Album in studio
- 2021 – Build a Problem

### EP
- 2016 – Intertwined
- 2017 – You
- 2019 – Human
- 2022 – Hot Mess

### Singoli

#### Come artista principale
- 2013 – Little Mosquito
- 2014 – Social Dance
- 2016 – Sick of Losing Soulmates
- 2017 – Interwined
- 2017 – You
- 2017 – 6/10
- 2017 – In the Middle
- 2018 – Party Tattoos
- 2018 – Human (feat. Tom Walker)
- 2018 – If I'm Being Honest
- 2019 – Monster
- 2019 – Guiltless
- 2019 – Boys Like You
- 2020 – Cool Girl
- 2020 – Rainbow
- 2021 – Hate Myself

#### Come artista ospite
- 2018 – All I Do Is Dream of You (con Faultline)
- 2019 – Breakup Mashup (con Pomplamoose)
- 2019 – Shotgun (con Pomplamoose)
- 2019 – Here Comes the Sun (con Jacob Collier)
- 2021 – Love to Keep Me Warm (con Laufey)
- 2023 – Nobody (con Half Alive)